# Leonardo de Nossa Senhora das Dores Castelo Branco

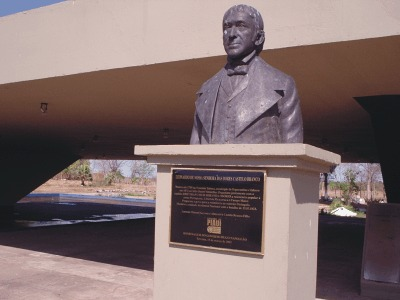
Busto no Monumento Nacional da Batalha do Jenipapo.

Leonardo da Senhora das Dores Castelo Branco, nascido Leonardo de Carvalho Castelo Branco (Fazenda Taboca, hoje Esperantina, 1789 - 1873), foi um poeta, prosador, cientista, mecânico e revolucionário brasileiro.
Tentou construir um moto-contínuo e participou da Batalha do Jenipapo, na resistência brasileira à marcha portuguesa em direção a Oeiras.
Em janeiro de 1823, comandou um contingente de 600 homens que venceram e aprisionaram a resistência portuguesa que guarnecia a cidade de Piracuruca, nas batalhas pela independência da província em meio a Guerra da Independência do Brasil.